# Preolímpico Sudamericano de Voleibol Femenino
El Preolímpico Sudamericano es un torneo internacional de Voleibol para definir al equipo de Sudamérica que participará en los Juegos Olímpicos, el cual se lleva a cabo desde 2000. En el certamen participan los 4 mejores equipos  clasificados del sudamericano de voleibol equipos pertenecientes a la Confederación Sudamericana de Voleibol (CSV).

## Historial
| N.º | Año  | Sede       |                 |           |           |
| --- | ---- | ---------- | --------------- | --------- | --------- |
| I   | 2000 | Lima       | Perú            | Argentina | Venezuela |
| II  | 2004 | Caracas    | Rep. Dominicana | Perú      | Argentina |
| III | 2008 | Lima       | Venezuela       | Perú      | Uruguay   |
| IV  | 2012 | São Carlos | Brasil          | Perú      | Venezuela |
| V   | 2016 | Bariloche  | Argentina       | Perú      | Colombia  |
| VI  | 2020 | Bogotá     | Argentina       | Colombia  | Venezuela |

## Medallero
- Actualizado hasta Colombia 2020

| Núm. | País            | Oro | Plata | Bronce | Total |
| ---- | --------------- | --- | ----- | ------ | ----- |
| 1    | Argentina       | 2   | 1     | 1      | 4     |
| 2    | Perú            | 1   | 4     | 0      | 5     |
| 3    | Venezuela       | 1   | 0     | 3      | 4     |
| 4    | Brasil          | 1   | 0     | 0      | 1     |
| 5    | Rep. Dominicana | 1   | 0     | 0      | 1     |
| 6    | Colombia        | 0   | 1     | 1      | 2     |
| 7    | Uruguay         | 0   | 0     | 1      | 1     |
|      | TOTAL           | 6   | 6     | 6      | 18    |

## Selecciones de la CSV participantes en los Juegos Olímpicos
| País      | Part. | Olimpiadas                                                      |
| --------- | ----- | --------------------------------------------------------------- |
| Brasil    | 11    | 1980, 1984,1988, 1992, 1996, 2000, 2004, 2008, 2012, 2016, 2020 |
| Perú      | 7     | 1968, 1976, 1980, 1984,1988, 1996, 2000                         |
| Argentina | 2     | 2016 , 2020                                                     |
| Venezuela | 1     | 2008                                                            |
| Colombia  | 0     |                                                                 |
| Chile     | 0     |                                                                 |
| Ecuador   | 0     |                                                                 |
| Paraguay  | 0     |                                                                 |
| Bolivia   | 0     |                                                                 |
| Uruguay   | 0     |                                                                 |